# Wasserturm (Ismaning)
Der Wasserturm ist ein Industriedenkmal der Gemeinde Ismaning im oberbayerischen Landkreis München. Er ist 36 Meter hoch und steht am südlichen Ortsrand, an der Ecke Münchener Straße – Wasserturmstraße.
Errichtet wurde der Wasserturm 1913 im Rahmen des unter Bürgermeister Georg Kraus eingeleiteten Baus einer gemeindlichen Wasserversorgung. Die Gemeindeversammlung des Ortes hatte am 24. Dezember 1911 den Bau des Wasserturms beschlossen.
Bis Mitte der 1960er Jahre deckte er den gesamten Wasserbedarf der Gemeinde. Erst 1966 wurde ein zweites Grundwasserwerk gebaut. Nach dem Bau eines weiteren Wasserwerks wurde der Turm 1983 außer Betrieb genommen.
Seit 1978 nutzen Mitglieder des Deutschen Amateur-Radio-Clubs den Turm als Funkstation. Im Inneren des Gebäudes ist ein Maleratelier untergebracht.
In den für Kinder bestimmten Angeboten der Gemeinde Ismaning gibt es eine dem Wasserturm nachempfundene Figur, Willi Wasserturm.